# Bedouin Soundclash
Els Bedouin Soundclash són un grup musical establert a Toronto, Canadà. Fan música reggae i ska. La formació actual del grup consisteix en el vocalista i guitarrista Jay Malinowski, el baixista Eon Sinclair i el bateria Sekou Lumumba. El seu primer àlbum, Root Fire, publicat el 2001, també comptava amb el percussionista de djembe Brett Dunlop. En Patrick Pengelly va tocar la bateria amb el grup fins al 2009.

## Discografia
- Root Fire (2001)
- Sounding a Mosaic (2004)
- Street Gospels (2007)
- Light the Horizon (2010)
- iTunes Live From Montreal (2010)
- Mass (2019)
- We Will Meet in a Hurricane (2022)